# Michael Mronz

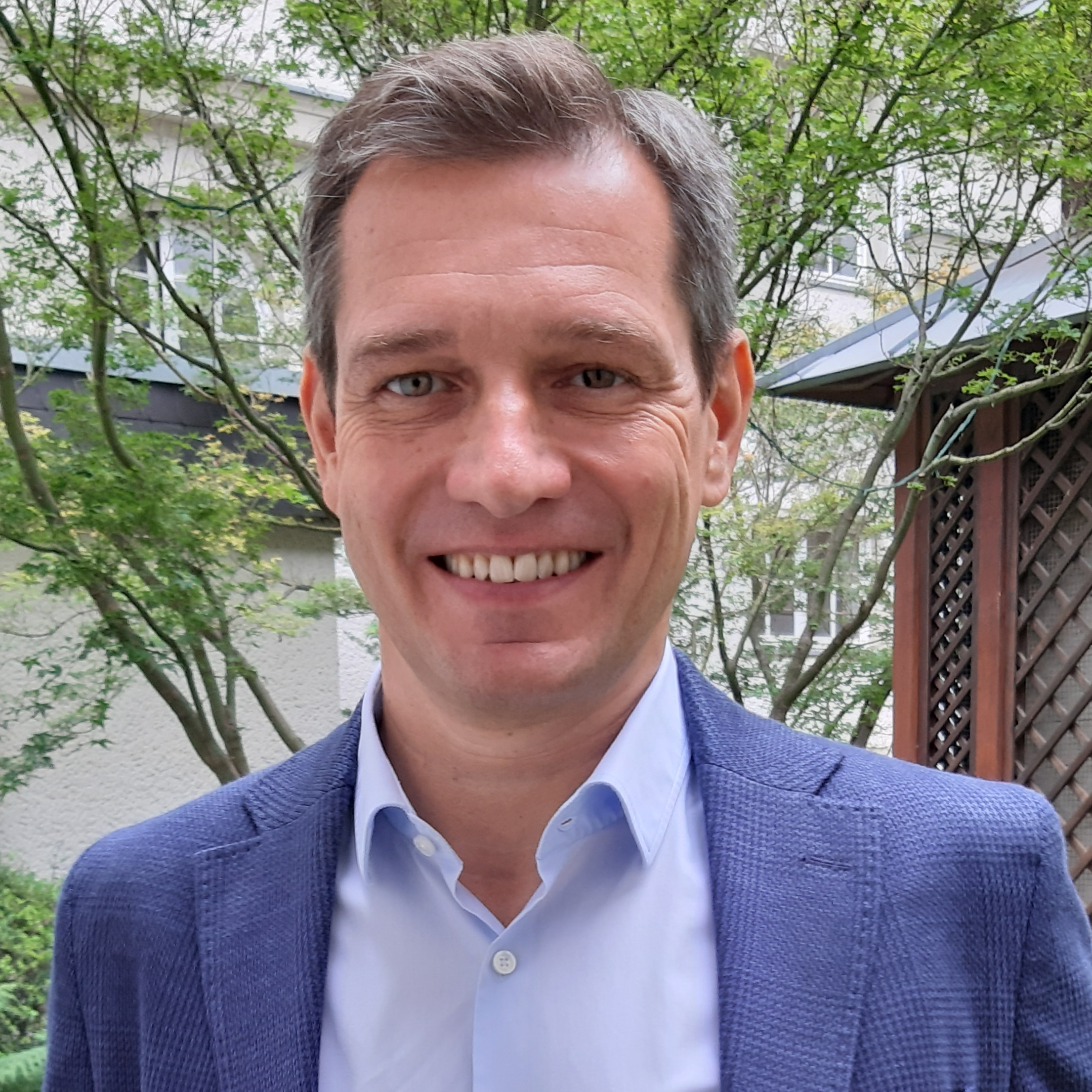
Michael Mronz (2019)

Michael Mronz (n. 1 martie 1967, Köln) este un om de afaceri german, partener de viață al fostului vicecancelar federal Guido Westerwelle. Michael Mronz este fratele tenismenului Alexander Mronz.
Din 1997 este președintele companiei Aachen-Reitturnier GmbH (ART) (concurs de călărie). Fiind un sportiv pasionat, Mronz fondează în 2002 fundația Hanne-Nüsslein-Stiftung, care are menirea promovării sportului, în special a tenisului și hockey pe gheață, în rîndul tinerilor. 